# 논산 개태사지 석조여래삼존입상
논산 개태사지 석조여래삼존입상(論山 開泰寺址 石造如來三尊立像)은 대한민국 충청남도 논산시에 있는 고려시대의 불상이다.
1963년 1월 21일 대한민국의 보물 제219호 개태사지석불입상(開泰寺址石佛立像)으로 지정되었다가, 2010년 8월 25일 현재의 명칭으로 변경되었다.

## 개요
개태사는 고려 태조가 후백제와 최후의 결전을 벌인 후 이를 기념하기 위해서 태조 19년(936년) 격전지에 세운 사찰이다. 이 삼존석불은 그 당시에 만들어진 것으로 추정된다.
중앙의 본존불은 민머리에 얼굴이 둥글지만 평면적이고 귀는 길게 늘어졌다. 어깨와 가슴은 투박하게 만들었으며, 오른손은 가슴에 들고 왼손은 배에 대어 무엇을 잡은 것처럼 만들었는데 지나치게 둔중하다.
왼쪽의 보살상은 머리 부분이 없어진 것을 복원한 것이다. 본존불보다 조각이 화려하고 섬세한 편으로, 어깨와 가슴이 좀더 부드럽고, 팔찌와 천의(天衣)자락에 장식무늬가 표현되어 있다. 오른쪽의 보살상은 왼쪽의 보살상과 거의 같은 수법으로 얼굴이 역사다리꼴이고, 목에는 두터운 삼도(三道)가 있다.
단정하면서도 통통한 몸집, 큼직한 두 손과 부피감 있는 팔, 다소 두꺼워진 천의와 선으로 새긴 옷주름 등은 통일신라보다 진전된 고려 초기의 새로운 양식적 특징을 잘 보여주는 것이다. 후삼국 통일을 기념하여 만든 작품이며, 고려 초기 지방 석불상으로는 우수한 작품에 속하고 있어서 그 가치가 높이 평가된다.

## 같이 보기
- 개태사

## 참고 자료
- 논산 개태사지 석조여래삼존입상 - 국가유산청 국가유산포털